# Christabel Pankhurst
Christabel Harriette Pankhurst (Manchester, 22 settembre 1880 – Los Angeles, 13 febbraio 1958) è stata un'attivista britannica militante nel movimento per il suffragio femminile.
Nel 1903 fu cofondatrice con la madre e la sorella minore Sylvia, della Women's Social and Political Union (WSPU), che diresse anche durante l'esilio in Francia dal 1912 al 1913. Nel 1914 si dichiarò a favore dell'entrata in guerra contro la Germania. Dopo la fine della guerra si trasferì negli Stati Uniti dove divenne predicatrice del movimento protestante avventista.

## Infanzia
Nata a Manchester (Inghilterra) il 22 settembre 1880, era figlia di Emmeline Pankhurst, attivista leader del movimento per il suffragio femminile e del socialista radicale Richard Pankhurst, e sorella di Sylvia e Adela Pankhurst. Il padre era un avvocato e la madre gestiva un piccolo negozio. Christabel era solita aiutare la madre quando lavorava all'anagrafe di Manchester. Nonostante le difficoltà economiche la famiglia mise sempre al primo posto la battaglia per le cause in cui credeva piuttosto che la ricerca dell'agiatezza.
Nancy Ellen Rupprecht scrisse di lei "era quasi la rappresentazione letterale della primogenita di una famiglia borghese. Sia da bambina che da adulta era bella, intelligente, graziosa, sicura di sé, affascinante e carismatica". Christabel aveva un rapporto speciale sia con sua madre che con suo padre, il quale aveva deciso di chiamarla così ispirandosi al poema di Samuel Taylor Coleridge ("The lovely lady Christabel / Whom her father loves so well" - "L'adorabile lady Christabel / la quale è molto amata da suo padre"). La morte della madre, avvenuta nel 1928, ebbe un effetto devastante su di lei.

## Istruzione
Christabel imparò a leggere da autodidatta a casa prima di iniziare la scuola. Lei e le sue due sorelle frequentarono la Manchester High School for Girls. Si laureò in legge con tutti gli onori all'Università di Manchester, ma in quanto donna non era autorizzata a mettere in pratica i suoi studi. Successivamente Christabel si trasferì a Ginevra per vivere con un amico di famiglia, ma ritornò a casa per aiutare la madre a crescere le sorelle dopo la morte del padre nel 1898.

## Attivismo

### Suffragio
Trasferitasi a Londra, viene più volte arrestata e trattenuta in prigione per la sua attività militante. Nel 1905 compie la sua prima esperienza suffragista quando interrompe una riunione del Partito Liberale gridando la sua richiesta del diritto di voto per le donne. Viene arrestata con la suffragista Annie Kenney e preferisce andare in prigione piuttosto che pagare una multa come punizione per la protesta. Il loro caso attira l'attenzione dei media, e le file del WSPU si ingrossano durante il processo. Dopo l'arresto della figlia, Emmeline Pankhurst inizia ad avere una parte sempre più attiva nel movimento per il suffragio femminile e viene arrestata più volte a causa delle sue proteste.
Nel 1906 Christabel è nominata direttrice organizzativa del WSPU. Soprannominata "Queen of the Mob" viene nuovamente arrestata nel 1907 a Parliament Square e nel 1909 dopo il "Rush Trial" a Bow Street. Tra il 1913 ed il 1914 si trasferisce a Parigi per evitare la prigione, ma continua a dirigere dal suo esilio il movimento. Tornata a Londra nel 1914, all'inizio della Prima Guerra Mondiale, sostiene con ardore l'entrata in guerra del proprio paese contro la Germania. Arrestata di nuovo, inizia uno sciopero della fame, finché la pena le viene ridotta da 3 anni a 30 giorni di reclusione.
Diventa una figura di rilievo durante la fase "anti-male" del WSPU dopo il fallimento dei Conciliation Bills, dei progetti di legge per estendere il diritto di voto ad alcune categorie di donne. Scrive un libro intitolato The Great Scourge and How to End it che tratta delle malattie sessualmente trasmissibili e di come la parità tra i sessi (diritto al voto per le donne) avrebbe contribuito a combatterne la diffusione.
Il disaccordo con la sorella Sylvia diventa insanabile per il diverso approccio alla questione femminile da parte di quest'ultima. Sylvia, in linea con l'Independent Labour Party, ritiene necessario collegare la causa del suffragio alle riforme economiche e sociali per le lavoratrici e non intende promuovere il sostegno femminile all'impegno bellico. Christabel, convinta che tutti gli altri problemi si sarebbero potuti risolvere più facilmente una volta che le donne avessero ottenuto il diritto al voto, riteneva invece che il WSPU dovesse rivolgersi esclusivamente a donne appartenenti a classi sociali medio alte, e che le rivendicazioni delle donne della classe operaia, avrebbero messo in difficoltà il movimento.
Nel 1914 Sylvia viene espulsa dal WSPU e fonda una nuova organizzazione, la East London Federation of Suffragettes (ELFS).

### Piume Bianche
L'8 settembre 1914, dopo un lungo esilio, Christabel Pankhurst riappare alla Royal Opera House di Londra per fare una dichiarazione sul "pericolo tedesco", una campagna condotta dall'ex Segretario Generale del WSPU Norah Dacre Fox (successivamente conosciuta anche come Norah Elam) assieme alla British Empire Union e al National Party. Christabel Pankhurst e Norah Dacre Fox si recano in varie città dell'Inghilterra tenendo discorsi per reclutare nuovi membri per il movimento. I suoi sostenitori consegnavano piume bianche ad ogni giovane uomo in abiti civili come simbolo di vergogna per non essersi arruolati.
Nel 1915 il giornale The Suffragette esce con un nuovo numero completamente dedicato al tema della guerra e il 15 ottobre viene rinominato Britannia, il cui slogan diventa: "Per il re, per la patria, per la libertà". Il giornale si fa promotore della richiesta del servizio militare obbligatorio per gli uomini, dell'obbligo per le donne di lavorare nel settore industriale, e dell'internamento degli uomini e delle donne di nazionalità nemica residenti in Inghilterra. I suoi sostenitori si presentarono ad Hyde Park con dei cartelli che recitavano "Intern Them All" ("interniamoli tutti").
Christabel era anche sostenitrice di un'applicazione più completa e scrupolosa dell'isolamento delle nazioni nemiche o neutrali utilizzando le tattiche della "guerra di logoramento". Chiese le dimissioni di Sir Edward Grey, Lord Robert Cecil, del generale Sir William Robertson e di Sir Eyre Crowe, da lei considerati troppo moderati e temporeggiatori. La redazione del Britannia subì numerose incursioni della polizia ed il giornale stesso incontrò molte più avversità rispetto al precedente The Suffragette. Nonostante John Doherty, il padre di Norah Dacre Fox fosse proprietario di una tipografia, e si fosse occasionalmente incaricato di stampare i poster per il WSPU, la redazione del Britannia fu costretta a dotarsi di una propria macchina da stampa.
Emmeline Pankhurst propose che il WSPU si adoperasse per trovare case per le figlie illegittime nate durante la guerra ("war babies"), ma solo 5 bambine furono adottate.
David Lloyd George, additato in passato da Christabel come uomo rancoroso ed acerrimo nemico delle donne, era diventato l'uomo in cui lei e la madre Emmeline riponevano la loro fiducia.
Dopo che fu concesso il diritto di voto ad una piccola fascia di donne alla fine della prima guerra mondiale, Christabel si candidò alle elezioni del 1918 per il Women's Party, in alleanza con la coalizione conservatrice di Lloyd George nel collegio elettorale di Smethwick. Fu sconfitta di poco, per soli 775 voti, dal candidato del Partito Laburista John Davison.
Nel 1917 istituì, assieme alla madre, il Partito delle donne (Women's Party), il cui programma includeva l'ottenimento della parità di salario fra uomini e donne che svolgevano lo stesso lavoro, la parità di diritti per quanto concerneva il matrimonio, il divorzio ed i figli, pari diritti ed opportunità di impiego nella pubblica amministrazione, ed un sistema di assistenza alla maternità.
Christabel si trasferì negli Stati Uniti d'America nel 1921, dove divenne membro di spicco del movimento protestante avventista. Negli anni trenta fece brevemente ritorno in Gran Bretagna, ma allo scoppio della seconda guerra mondiale rientrò negli Stati Uniti, dove visse fino alla morte nel 1958.

### California
Nel 1921 Christabel Pankhurst si trasferì dall'Inghilterra agli Stati Uniti, dove divenne predicatrice del movimento cristiano evangelico di Plymouth Brethren e membro di spicco del movimento avventista. L'editore Marshall, Morgan and Scott pubblicò le sue opere che avevano come soggetto le sue visioni profetiche, e prendevano spunto dalle idee di John Nelson Darby.
Christabel tenne lezioni e scrisse libri sull'argomento della Seconda Venuta. Fu spesso ospite di programmi televisivi negli anni '50 e aveva la reputazione di essere una strana combinazione di "ex rivoluzionaria suffragista, cristiana evangelica e quasi stereotipata tipica "signora inglese" che era sempre molto richiesta come oratrice". Mentre era in California finalmente si riprese dalla morte della madre e adottò la figlia Betty.
Negli anni Trenta fece brevemente ritorno in Inghilterra e, nel 1936, venne insignita del titolo di Dame Commander dell'Ordine dell'Impero Britannico. Allo scoppio della Seconda Guerra Mondiale tornò nuovamente a vivere negli Stati Uniti, a Los Angeles, California.

## Morte
Christabel morì il 13 febbraio 1958, all'età di 77 anni, per cause ignote. Fu sepolta al Woodlawn Memorial Cemetery a Santa Monica in California.

## Nella cultura di massa
Il ruolo di Christabel Pankhurst fu interpretato dall'attrice Patricia Quinn nella serie televisiva della BBC del 1974 Shoulder to Shoulder ed è anche un personaggio del romanzo a fumetti Suffrajitsu: Mrs. Pankhurst's Amazons del 2015.